# Colin Welland
Colin Welland, właśc. Colin Edward Williams (ur. 4 lipca 1934 w Leigh, zm. 2 listopada 2015 w Surrey) – brytyjski aktor i scenarzysta, pracujący w kinie i telewizji. Zdobywca Nagrody BAFTA dla najlepszego aktora drugoplanowego za rolę nauczyciela w dramacie Kes (1969) Ken Loacha. Został również laureatem Oscara za najlepszy scenariusz oryginalny do filmu Rydwany ognia (1981) Hugh Hudsona. Autor scenariuszy do takich filmów, jak Jankesi (1979), Dwa razy w życiu (1985), Sucha biała pora (1989) czy Wojna guzików (1994).